# Thousand Miles
"Thousand Miles" là một bài hát của rapper người Úc The Kid Laroi. Bài hát được phát hành dưới dạng đĩa đơn thông qua Columbia Records vào ngày 22 tháng 4 năm 2022 và được viết lời bởi Laroi, Andrew Watt, Louis Bell và Billy Walsh.

## Bối cảnh
Những thông tin đầu về bài hát "Thousand Miles" đã rất trôi nổi từ năm 2021, nhưng phải đến năm sau bài hát mới được phát hành. Vào ngày 13 tháng 4 năm 2022, Laroi thông báo ngày phát hành của bài hát với một liên kết để lưu trước đĩa đơn bài hát. Sau đó, anh đã đăng một đoạn video dài 10 giây trên TikTok của chính anh quay, cho thấy anh đang chơi một đoạn của bài hát. Đoạn clip đã thu về hơn 50.000 lượt thích trong vòng hai giờ kể từ khi đăng tải. Vào ngày 19 tháng 4 năm 2022, Laroi đã đăng lên mạng xã hội một đoạn clip dài 6 giây ghi lại cảnh anh đang ngồi trên một chiếc ghế dài trước khi một cây đàn piano bất ngờ rơi vào người anh. Đoạn video sau đó chuyển sang màu đen và hiển thị ngày phát hành của đĩa đơn. 

## Thành công thương mại
Tại Úc, "Thousand Miles" đứng ở vị trí thứ 4 trên ARIA Singles Chart, là đĩa đơn thứ năm của Laroi lọt vào top 10. Bài hát cũng lọt vào bảng xếp hạng Billboard Hot 100 của Hoa Kỳ ở vị trí thứ 15, trở thành bản hit thư tư của anh đứng trong top 20.

## Video âm nhạc
Video âm nhạc chính thức của bài hát đã được phát hành trên YouTube vào ngày 22 tháng 4 năm 2022, cùng ngày bài hát được phát hành. Bài hát có sự xuất hiện của Katarina Deme, bạn gái của Laroi.
Bài hát bắt đầu với cảnh với Deme - một nhân viên pha cà phê đang phục vụ cho Laroi một cốc cà phê, cùng lúc này Laroi nảy sinh ý định xin số điện thoại của cô. Phần còn lại của video mô tả Laroi "thiện", mặc đồ trắng, bị tra tấn nhiều lần bởi chính phiên bản phản diện của mình - Laroi "ác", mặc đồ đỏ. Cuối cùng, Laroi "thiện" bị một đoàn tàu do chính Laroi "ác" điều khiển và được hắn phẫu thuật, cứu chữa. Video kết thúc với cảnh Laroi "thiện" bị đánh mất bạn gái và bị một chiếc xe cứu thương khác đâm phải.

## Nhân sự
- The Kid Laroi - nhạc sĩ, hát nền, sáng tác
- Andrew Watt - sản xuất, sáng tác, đánh guitar
- Louis Bell - sản xuất, sáng tác, lập trình, sắp xếp thanh nhạc
- Billy Walsh - sáng tác
- Anthony Vilchis - trợ lý kỹ thuật
- Trạm Trey - trợ lý kỹ thuật
- Zach Pereyra - trợ lý kỹ thuật
- Manny Marroquin - pha trộn âm thanh

## Xếp hạng
| Bảng xếp hạng (2022)               | Thứ hạng cao nhất |
| ---------------------------------- | ----------------- |
| Canada (Canadian Hot 100)          | 11                |
| Denmark (Tracklisten)              | 19                |
| France (SNEP)                      | 172               |
| Global 200 (Billboard)             | 14                |
| Greece (IFPI)                      | 56                |
| Iceland (Plötutíðindi)             | 16                |
| Lithuania (AGATA)                  | 47                |
| New Zealand (Recorded Music NZ)    | 6                 |
| Norway (VG-lista)                  | 13                |
| Slovakia (Singles Digitál Top 100) | 61                |
| South Africa (RISA)                | 37                |
| Sweden (Sverigetopplistan)         | 14                |
| US Billboard Hot 100               | 15                |
| US Adult Top 40 (Billboard)        | 19                |
| US Mainstream Top 40 (Billboard)   | 14                |
| US Rhythmic (Billboard)            | 19                |